# Alessio Peri
Alessio Peri (fl. XX secolo) è stato un calciatore italiano di ruolo centrocampista.

## Carriera
Fu per un biennio calciatore dell'Andrea Doria, ottenendo con il club biancoblu due terzi posti nella Prima Categoria 1907 e 1908.